# Mont Torena
Le mont Torena est une montagne qui s'élève à 2 911 m d'altitude dans les Alpes bergamasques, dans la région de la Lombardie, en Italie.